# Guido Brunner
Guido Brunner (Madrid, 27 maggio 1930 – Madrid, 2 dicembre 1997) è stato un diplomatico e politico tedesco.
È stato commissario europeo ed ambasciatore.

## Formazione
Brunner nacque a Madrid da padre tedesco e madre spagnola. Il padre rappresentava la repubblica di Weimar in Spagna, ma dopo la perdita del potere da parte del suo riferimento politico Franz von Papen si dedicò ad attività imprenditoriali.
Guido Brunner crebbe a Madrid e frequentò la parte della scuola superiore a Madrid e parte a Monaco di Baviera, dove si trasferì alla fine della seconda guerra mondiale.
Successivamente studiò giurisprudenza, in parte in Germania e in parte nuovamente in Spagna. Superò il primo esame di stato in Germania nel 1953, l'anno successivo conseguì un titolo spagnolo e nel 1955 ottenne il dottorato all'università di Monaco.
Aderì alla federazione degli studenti liberali e si iscrisse al Partito Liberale Democratico.

## Carriera diplomatica
Nel 1955 Brunner entrò nel servizio diplomatico tedesco. Negli anni successivi lavorò a Bonn, Liverpool e Madrid. Dal 1960 al 1968 lavorò all'ufficio di rappresentanza tedesco presso le Nazioni Unite.
Nel 1968 venne nominato capo della divisione per le relazioni scientifiche e tecnologiche del ministero degli esteri. Dal marzo 1970 al settembre 1972 fu portavoce del ministero degli esteri. Dal settembre 1972 al 1974 diresse l'unità di pianificazione del ministero.
Nel 1973 e 1974 guidò la delegazione tedesca alla Conferenza per la Sicurezza e la Cooperazione in Europa.

## Carriera politica

### Commissario europeo
Nel novembre 1974 Brunner venne nominato membro della Commissione Ortoli come commissario europeo per la ricerca, la scienza e l'educazione, subentrando a Ralf Dahrendorf dopo le sue dimissioni. Brunner fece parte anche della successiva Commissione Jenkins (1977-1981) come commissario per l'energia, la ricerca e la scienza.
Brunner spinse per collocare l'esperimento di fusione nucleare Joint European Torus nel Regno Unito e non nella Germania Ovest, convinto che fosse il turno per il Regno Unito di ospitare una delle grandi iniziative scientifiche europee.

### Amministratore di Berlino Ovest
Nel gennaio 1981 il nuovo sindaco di Berlino Ovest Hans-Jochen Vogel (SPD) nominò Brunner vicesindaco e senatore per l'economia del governo di Berlino Ovest. Il mandato terminò tuttavia pochi mesi dopo, a causa della vittoria elettorale della CDU. Nel settembre 1981 Brunner si dimise dalla Camera dei deputati di Berlino Ovest.

## Ambasciatore in Spagna
Nel 1981 Brunner venne nominato ambasciatore tedesco in Spagna. Svolse l'incarico fino al pensionamento, nel 1992.
Brunner svolse un ruolo fondamentale nel preparare e gestire l'ingresso della Spagna nelle Comunità europee nel 1986. Fu molto vicino al primo ministro spagnolo Felipe González.
Brunner venne coinvolto in alcuni scandali di corruzione, ma si dichiarò sempre innocente.

## Vita personale
Nel 1958 Brunner sposò Christa Speidel, figlia del generale Hans Speidel, all'epoca comandante in capo delle forze di terra NATO in Europa centrale.

## Pubblicazioni
- El poder y la unión, Madrid: Espasa-Calpe, 1988.

## Riconoscimento
- Laurea honoris causa dalle università di Patrasso e Londra, dalla "Heriot-Watt University" di Edimburgo e dal "Mechett Medical Institute of Energy" di Londra[4]
- Premio Principe delle Asturie[4]
- Cittadinanza onoraria di Madrid (1993)[4]